# Dumitru Paina

Dumitru Paina (n. 27 iulie 1953, Livada de Bihor județul Bihor) Sculptor.
Studii: Institutul de Arte Plastice “Ioan Andreescu”, Cluj-Napoca, secția sculptura, promoția 1982.

## Biografie și expoziții
Activitate profesională: 1995-1996-lector,
Facultatea de Arte Timișoara;
1995-2003 lector, Colegiul Pedagogic,
Universitatea “Vasile Goldiș”, Arad;
Din 1995- lector, Facultatea de Arte Vizuale,
Oradea;
Membru fondator al U.A.P. Arad și Oradea
Din 1999, președinte al Fundației Umanitare
Art Mondo, Arad;
Participări: 1979-1982- expozitii de grup si
colective, Oradea;
expozitiile tineretului pe plan national la
Bucuresti, Baia Mare, Cluj Napoca, Timisoara
1982-prezent- expozitii organizate de filiala
UAP Arad;
1983- Szarvas, Ungaria;
1984- Bekescsaba, Ungaria;
1987- Bucuresti, Deva;
1989- Timisoara;
Tabere: 1984, Otelul Rosu, piatra; 1985,
Casoaia, Arad, piatra; 1986, Izvorul Muresului,
piatra; 1987, Sangiorz Bai, Bistrita Nasaud,
marmura; 1988, Macea, Arad, piatra; 1997,1998,
Baia Sprie, Romania, marmura.
Simpozioane internationale: 1995, Zalau,
Romania, piatra; 1997, Rumilly, Franta, piatra;
1998, Belley, Franta, piatra; 1998, 1999, Schrems,
Austria, granit; 2001, Brancusiana, Targu Jiu,
Romania, piatra; 2001, Csongrad- Ungaria, bronz
Expozitii internationale: 2001, Tokio, Japonia,
desen; 2002, Regensburg, Germania, bronz; 2002,
Tokio, Japonia, sculptura; 2003, Tokio, Japonia,
sculptura; 2005, Bienala internationala de arta
contemporana, Arad.
Expozitii personale și lucrări monumentale:
1984, expozitie personala ”Omagiul pamantului”,
Arad; 1988, Monumentul eroilor, Graniceri, Arad;
1989, Cuplu, Macea, Arad; 1990, Monumentul
eroilor, Halmagiu, Arad; 1991, Vasile Goldis,
Macea, Arad; 1991, Monumentul eroilor,
Halmagiu; 1993, Monumentul eroilor, Ghioroc,
Arad; 1994, Monumentul eroilor, Prunisor, Arad;
1995, Fotbalist, Sebis, Arad; 1999, Semn, Schrems,
Austria; 2000, expozitie personala - Nobila Casa
Oradea; 2002, Monumentul eroilor, Sacadat,
Bihor; 2002, Radu Golescu, Arad; 2004, expozitie
personala- Galeria Delta Arad; 2005, expozitie
personala- Muzeul Tarii Crisurilor Oradea
Ansambluri sculpturale:
1997, reconstituirea ansamblului sculptural
Alma Mater, liceul Moise Nicoara, Arad
1998, “Arca lui Noe”, Hamburg Donau, Austria
1999, reconstituirea ansamblului sculptural/
fatada Primariei municipiului Oradea
1999, ansamblu sculptural decorativ
“Nasterea Mantuitorului Iisus Hristos”, Oradea
2000, realizarea stemei orasului Oradea pe
fatada Primariei municipiului Oradea
2000, spatiu de joaca pentru copii, curtea
Muzeului de Arta Aplicata din Frankfurt, Germania
2003, reconstituirea ansamblului sculptural
al Portii nr.1, Cetatea Alba Iulia.
Premii si Distinctii:
Premiul Juriului Rumilly, Franta, 1997
Premiul I Belley, Franta, 1998
Diploma de Merit, Uniunea Nationala a
Restauratorilor de Monumente Istorice din
Romania, 2003.
Lucrari in colectii publice si particulare :
Romania, Austria, Germania, Franta,, Ungaria,
SUA, Turcia

## Lucrări și cronică
|  | Dumitru Paina este după știința mea omul care nu s-a încruntat niciodată. Și spun asta pentru că l-am cunscut când nu știa că va deveni un important sculptor. Era cioplitor de marmoră, muncă grea care nu-i complexa zambetul veșnic, meridional. A intrat în sculptură pe calea grea a efortului fizic cu materia. Dar nu a ieșit din aceasta competiție cu o mână îndurerată și suferindă. A ieșit cu zâmbetul omului pe care materia nu numai că nu-l poate învinge ci îl și provoacă. Faptul că sculptorul nostru, ca să folosesc o expresie nu foarte academică, mănâncă marmoră pe pâine este unul din marile sale atuuri. Acum la jumatatea lui de secol îl aplaud și după pălinca finală, îl sfătuiesc să aibe de grijă ce să nu mai facă de aici înainte. | — 2007 Francois Pamfil |